# Giải vô địch bóng rổ thế giới 2023 (Bảng I)
Bảng I là một trong bốn bảng đấu trong vòng 2 của Giải vô địch bóng rổ thế giới 2023, diễn ra từ ngày 1 đến ngày 3 tháng 9 năm 2023, bao gồm 4 đội, 2 đội đứng đầu bảng A và 2 đội đứng đầu bảng B. Kết quả của giai đoạn vòng bảng cũng sẽ được tính vào bảng xếp hạng, các đội sẽ đối đầu với 2 đội của các bảng đấu khác. Tất cả các trận đấu của bảng diễn ra tại Đấu trường Araneta, Thành phố Quezon, Philippines. Hai đội đứng đầu bảng sẽ giành vé vào vòng cuối cùng, đội đứng thứ ba sẽ được phân vào các vị trí từ 9 đến 12, đội cuối bảng sẽ được phân vào các vị trí từ 13 đến 16.

## Các đội tuyển vượt qua giai đoạn vòng bảng
| Bảng đấu | Nhất bảng         | Nhì bảng    |
| -------- | ----------------- | ----------- |
| A        | Cộng hòa Dominica | Ý           |
| B        | Serbia            | Puerto Rico |

## Bảng xếp hạng
| VT | Đội               | ST | T | B | ĐT  | ĐB  | HS   | Đ | Giành quyền tham dự |
| -- | ----------------- | -- | - | - | --- | --- | ---- | - | ------------------- |
| 1  | Ý                 | 5  | 4 | 1 | 331 | 313 | +18  | 9 | Tứ kết              |
| 2  | Serbia            | 5  | 4 | 1 | 502 | 380 | +122 | 9 | Tứ kết              |
| 3  | Puerto Rico       | 5  | 3 | 2 | 444 | 449 | −5   | 8 |                     |
| 4  | Cộng hòa Dominica | 5  | 3 | 2 | 425 | 444 | −19  | 8 |                     |

1. 1 2  Serbia 76–78 Ý
2. 1 2  Cộng hòa Dominica 97–102 Puerto Rico

## Các trận đấu
Tất cả các trận đấu được diễn ra theo (UTC+8).

### Cộng hòa Dominica vs Puerto Rico
| 1 tháng 9 năm 2023 20:00 | Chi tiết | Cộng hòa Dominica                                           | 97–102 | Puerto Rico                                                       |  | Đấu trường Araneta, Thành phố Quezon Số khán giả: 3,465 Trọng tài: Guilherme Locatelli (Brasil), Rabah Noujaim (Liban), Carlos Peralta (Ecuador) |
| 1 tháng 9 năm 2023 20:00 | Chi tiết | Điểm mỗi set: 12–17, 33–28, 29–24, 23–33                    |        |                                                                   |  | Đấu trường Araneta, Thành phố Quezon Số khán giả: 3,465 Trọng tài: Guilherme Locatelli (Brasil), Rabah Noujaim (Liban), Carlos Peralta (Ecuador) |
| 1 tháng 9 năm 2023 20:00 | Chi tiết | Điểm: Towns 39 Chụp bóng bật bảng: Towns 10 Hỗ trợ: Feliz 8 |        | Điểm: Waters 37 Chụp bóng bật bảng: 3 cầu thủ 7 Hỗ trợ: Waters 11 |  | Đấu trường Araneta, Thành phố Quezon Số khán giả: 3,465 Trọng tài: Guilherme Locatelli (Brasil), Rabah Noujaim (Liban), Carlos Peralta (Ecuador) |

### Serbia vs Ý
| 1 tháng 9 năm 2023 16:00 | Chi tiết | Serbia                                                                    | 76–78 | Ý                                                                     |  | Đấu trường Araneta, Thành phố Quezon Số khán giả: 3,117 Trọng tài: Antonio Conde (Tây Ban Nha), Luis Castillo (Tây Ban Nha), Martin Vulić (Croatia) |
| 1 tháng 9 năm 2023 16:00 | Chi tiết | Điểm mỗi set: 19–23, 23–17, 20–19, 14–19                                  |       |                                                                       |  | Đấu trường Araneta, Thành phố Quezon Số khán giả: 3,117 Trọng tài: Antonio Conde (Tây Ban Nha), Luis Castillo (Tây Ban Nha), Martin Vulić (Croatia) |
| 1 tháng 9 năm 2023 16:00 | Chi tiết | Điểm: Bogdanović 18 Chụp bóng bật bảng: Milutinov 12 Hỗ trợ: Bogdanović 4 |       | Điểm: Fontecchio 30 Chụp bóng bật bảng: Fontecchio 7 Hỗ trợ: Pajola 6 |  | Đấu trường Araneta, Thành phố Quezon Số khán giả: 3,117 Trọng tài: Antonio Conde (Tây Ban Nha), Luis Castillo (Tây Ban Nha), Martin Vulić (Croatia) |

### Ý vs Puerto Rico
| 3 tháng 9 năm 2023 16:00 | Chi tiết | Ý                                                                        | 73–57 | Puerto Rico                                                    |  | Đấu trường Araneta, Thành phố Quezon Số khán giả: 4,379 Trọng tài: Guilherme Locatelli (Brasil), Mārtiņš Kozlovskis (Latvia), Martin Vulić (Croatia) |
| 3 tháng 9 năm 2023 16:00 | Chi tiết | Điểm mỗi set: 25–15, 14–21, 12–11, 22–10                                 |       |                                                                |  | Đấu trường Araneta, Thành phố Quezon Số khán giả: 4,379 Trọng tài: Guilherme Locatelli (Brasil), Mārtiņš Kozlovskis (Latvia), Martin Vulić (Croatia) |
| 3 tháng 9 năm 2023 16:00 | Chi tiết | Điểm: Ricci 15 Chụp bóng bật bảng: Fontecchio, Melli 12 Hỗ trợ: Pajola 9 |       | Điểm: Waters 13 Chụp bóng bật bảng: Pineiro 7 Hỗ trợ: Waters 9 |  | Đấu trường Araneta, Thành phố Quezon Số khán giả: 4,379 Trọng tài: Guilherme Locatelli (Brasil), Mārtiņš Kozlovskis (Latvia), Martin Vulić (Croatia) |

### Cộng hòa Dominica vs Serbia
| 3 tháng 9 năm 2023 20:00 | Chi tiết | Cộng hòa Dominica                                            | 79–112 | Serbia                                                          |  | Đấu trường Araneta, Thành phố Quezon Số khán giả: 6,616 Trọng tài: Yohan Rosso (Pháp), Luis Castillo (Tây Ban Nha), Gatis Saliņš (Latvia) |
| 3 tháng 9 năm 2023 20:00 | Chi tiết | Điểm mỗi set: 15–29, 20–27, 18–31, 26–25                     |        |                                                                 |  | Đấu trường Araneta, Thành phố Quezon Số khán giả: 6,616 Trọng tài: Yohan Rosso (Pháp), Luis Castillo (Tây Ban Nha), Gatis Saliņš (Latvia) |
| 3 tháng 9 năm 2023 20:00 | Chi tiết | Điểm: Towns 25 Chụp bóng bật bảng: Towns 7 Hỗ trợ: Montero 4 |        | Điểm: Bogdanović 20 Chụp bóng bật bảng: Jović 6 Hỗ trợ: Jović 7 |  | Đấu trường Araneta, Thành phố Quezon Số khán giả: 6,616 Trọng tài: Yohan Rosso (Pháp), Luis Castillo (Tây Ban Nha), Gatis Saliņš (Latvia) |